# LZ17 Sachsen

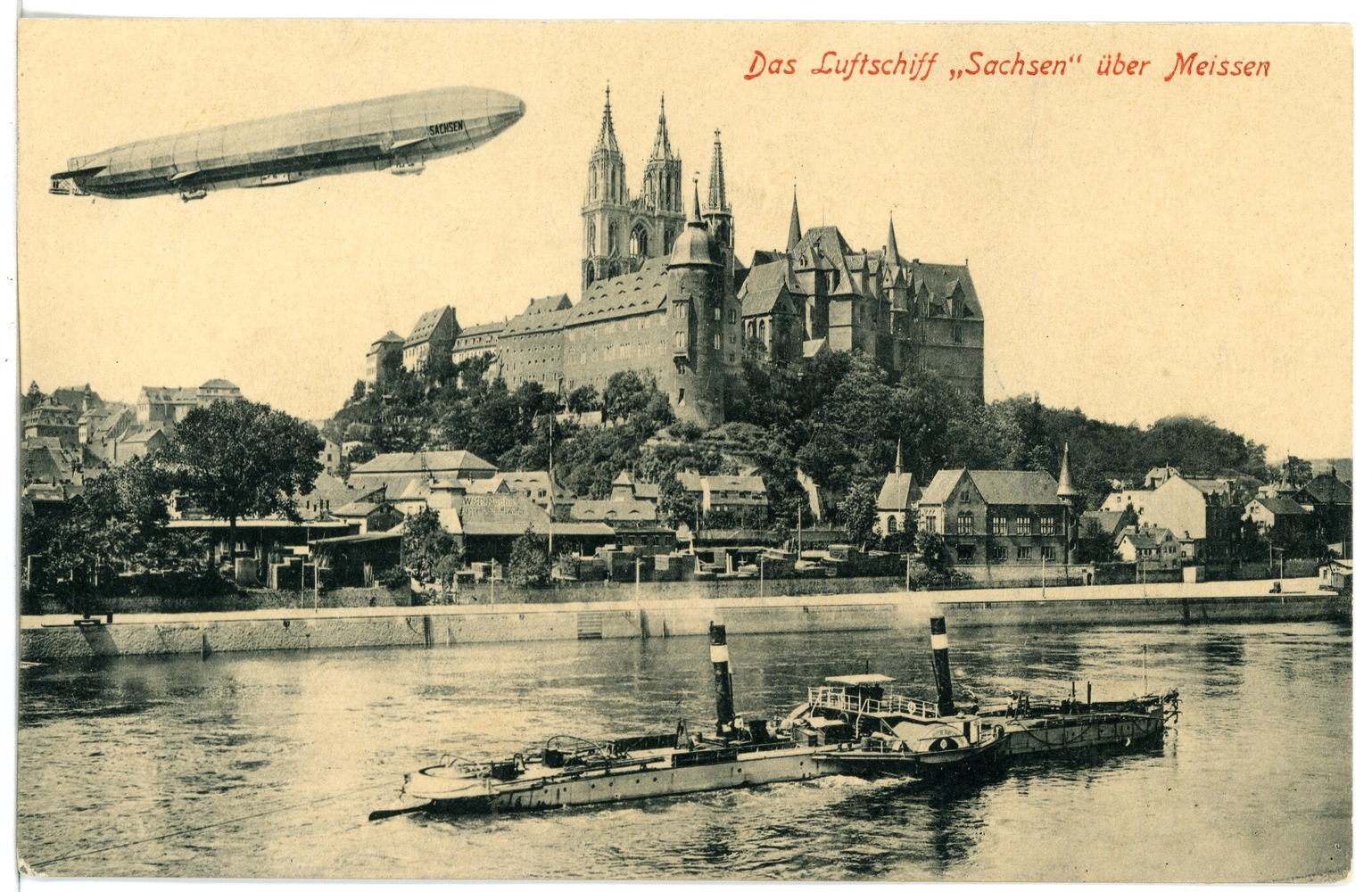
LZ17 Sachsen in 1913

De Sachsen was het zevende luchtschip van DELAG. Het schip vervoerde 9837 passagiers tijdens 419 vluchten waarbij 39 919 kilometer werd afgelegd.  Het werd overgenomen door de Duitse krijgsmacht na de uitbraak van de Eerste Wereldoorlog en werd buiten dienst gesteld in de herfst van 1916.